# Mylo (Dakota del Norte)
Mylo es una ciudad ubicada en el condado de Rolette en el estado estadounidense de Dakota del Norte. En el censo de 2010 tenía una población de 20 habitantes y una densidad poblacional de 8,5 personas por km².

## Geografía
Mylo se encuentra ubicada en las coordenadas 48°38′9″N 99°37′4″O / 48.63583, -99.61778. Según la Oficina del Censo de los Estados Unidos, Mylo tiene una superficie total de 2.35 km², de la cual 2.35 km² corresponden a tierra firme y (0%) 0 km² es agua.

## Demografía
Según el censo de 2010, había 20 personas residiendo en Mylo. La densidad de población era de 8,5 hab./km². De los 20 habitantes, Mylo estaba compuesto por el 95% blancos, el 0% eran afroamericanos, el 5% eran amerindios, el 0% eran asiáticos, el 0% eran isleños del Pacífico, el 0% eran de otras razas y el 0% pertenecían a dos o más razas. Del total de la población el 0% eran hispanos o latinos de cualquier raza.